# دانيال وايس (لاعب هوكي جليد)
دانيال وايس (بالألمانية: Daniel Weiß)‏ هو لاعب هوكي جليد ألماني، ولد في 22 فبراير 1990 في تيتيزيه-نويشتات في ألمانيا.

## وصلات خارجية
- دانييل فايس على موقع EliteProspects.com (الإنجليزية)
- دانييل فايس على موقع HockeyDB.com (الإنجليزية)